# Tricyphona (Tricyphona) paludicola
Tricyphona (Tricyphona) paludicola is een tweevleugelige uit de familie Pediciidae. De soort komt voor in het Nearctisch gebied.